# Dasymaschalon trichophorum
Dasymaschalon trichophorum är en kirimojaväxtart som beskrevs av Elmer Drew Merrill. Dasymaschalon trichophorum ingår i släktet Dasymaschalon, och familjen kirimojaväxter. Inga underarter finns listade i Catalogue of Life.